# Бігдаш-Бігдашев Полікарп Микитович
Бі́гдаш-Бігдашев Поліка́рп Мики́тович (Бігдаш-Богдашев; 22 лютого (6 березня) 1877, Острог — 1970, Росія) — український і російський хормейстер, педагог.

## Біографія
Народився 1877 року в Острозі.
1902—1918 року жив і працював у Тамбові, де керував народними хорами.
У період 1918—1920 працював інструктором із хорової справи Культурно-просвітнього відділу Дніпросоюзу та діловодом музично-хорової секції. Він створив хори у багатьох районних Союзах Споживчих Союзів Житомирщини, Київщини та Полтавщини.
На меценатські кошти Дніпросоюзу в березні 1919 року під керівництвом Полікарпа Микитовича було створено пісенний колектив, який влітку 1920 року вже під назвою «Перша мандрівна капела Дніпросоюзу» здійснив гастрольне турне Лівобережною Україною під керівництвом досвідченого хормейстера Нестора Городовенка.
1920—1921 знову працював у Тамбові.
Бігдаш-Бігдашев зробив значний внесок у збагачення фондів Нотозбірні, займався нотовидавничою справою, зокрема, видаванням хорових партій музичних творів.